# Общество французских художников
Общество французских художников (фр. La Société des artistes français) — ассоциация, основанная в 1881 году политическим и государственным деятелем, министром Франции Жюлем Ферри, в частности, для управления Салоном французских художников, ежегодной выставкой, пришедшей на смену академическому Парижскому Салону живописи и скульптуры.

## История
27 декабря 1880 года Жюль Ферри предложил художникам, ранее выставлявших свои произведения в Салонe, сформировать менее консервативное выставочное объединение, чем Салон, созданный ещё в 1663 году Жаном-Батистом Кольбером в эпоху короля Людовика XIV. В 1881 году Общество французских художников получило задание организовать ежегодную выставку изобразительных искусств. В 1883 году за символический 1 франк обществу был предоставлен для этой цели Дворец промышленности (Рalais de l’Industrie) в Париже.
9 августа 1894 года был объявлен конкурс с целью проектирования здания, более подходящего для художественных выставок, чем Дворец промышленности.

## Настоящее время
Общество французских художников открыто для всех французских и иностранных художников. В нём представлены мастера искусств со всего мира, допущенные к участию в конкурсах регулярно обновляемым жюри, которое отбирает их и вручает медали и частные призы. Живописцы, скульпторы, архитекторы, фотографы, гравёры напрямую выставляют свои работы без посредников и вне коммерческих организаций.
Ежегодно Общество французских художников организует мероприятия: выставки музеев, академий или художественных школ и графического дизайна, исторические ретроспективы и представляет технологические инновации, связанные с художественными практиками.